# Bahnstrecke Ebermannstadt–Heiligenstadt
| Kursbuchstrecke (DB): | 414k                                               |                                     |                                     |
| Kursbuchstrecke: | 414m (1946) 414k (Ebermannstadt – Gasseldorf 1946) |                                     |                                     |
| Streckenlänge: | 10,9 km                                            |                                     |                                     |
| Spurweite: | 1435 mm (Normalspur)                               |                                     |                                     |
| |                                                    |                                     |                                     |
| \| \| \| von Forchheim (Oberfr) \| \| \| \| 0,0 \| Ebermannstadt \| Ebermannstadt \| \| \| \| Wiesent \| \| \| \| 2,4 \| Gasseldorf (seit 1922, Bf bis 1968) \| Gasseldorf (seit 1922, Bf bis 1968) \| \| \| \| nach Behringersmühle \| \| \| \| \| Leinleiter \| \| \| \| 5,9 \| Unterleinleiter \| Unterleinleiter \| \| \| 7,6 \| Veilbronn \| Veilbronn \| \| \| \| Leinleiter \| \| \| \| \| Staatsstraße 2187 \| \| \| \| \| Leinleiter \| \| \| \| 10,0 \| Traindorf \| Traindorf \| \| \| 10,9 \| Heiligenstadt (Oberfr) \| Heiligenstadt (Oberfr) \| |                                                    |                                     |                                     |
| Strecke |                                                    | von Forchheim (Oberfr)              | von Forchheim (Oberfr)              |
| Bahnhof | 0,0                                                | Ebermannstadt                       | Ebermannstadt                       |
| Brücke über Wasserlauf |                                                    | Wiesent                             | Wiesent                             |
| Haltepunkt / Haltestelle | 2,4                                                | Gasseldorf (seit 1922, Bf bis 1968) | Gasseldorf (seit 1922, Bf bis 1968) |
| Abzweig ehemals geradeaus und nach rechts |                                                    | nach Behringersmühle                | nach Behringersmühle                |
| Brücke über Wasserlauf (Strecke außer Betrieb) |                                                    | Leinleiter                          | Leinleiter                          |
| Haltepunkt / Haltestelle (Strecke außer Betrieb) | 5,9                                                | Unterleinleiter                     | Unterleinleiter                     |
| Haltepunkt / Haltestelle (Strecke außer Betrieb) | 7,6                                                | Veilbronn                           | Veilbronn                           |
| Brücke über Wasserlauf (Strecke außer Betrieb) |                                                    | Leinleiter                          | Leinleiter                          |
| Strecke mit Straßenbrücke (Strecke außer Betrieb) |                                                    | Staatsstraße 2187                   | Staatsstraße 2187                   |
| Brücke über Wasserlauf (Strecke außer Betrieb) |                                                    | Leinleiter                          | Leinleiter                          |
| Haltepunkt / Haltestelle (Strecke außer Betrieb) | 10,0                                               | Traindorf                           | Traindorf                           |
| Kopfbahnhof Streckenende (Strecke außer Betrieb) | 10,9                                               | Heiligenstadt (Oberfr)              | Heiligenstadt (Oberfr)              |

Die Bahnstrecke Ebermannstadt–Heiligenstadt war eine Nebenbahn in Bayern. Sie führte von Ebermannstadt aus durch das Leinleitertal nach Heiligenstadt in Oberfranken.

## Geschichte
Erst zwanzig Jahre nach der Genehmigung der Bahnstrecke Forchheim–Behringersmühle, die zunächst nur bis Ebermannstadt gebaut wurde, erging am 26. Juni 1908 ein Gesetz über deren Verlängerung, die aber nicht im Wiesenttal weiterführen, sondern bei Gasseldorf in nördlicher Richtung ins Leinleitertal abbiegen und in Heiligenstadt enden sollte. Eine gewünschte Verlängerung über Heiligenstadt hinaus bis zur Hollfelder Bahnstrecke wurde von der Staatsbahn wegen der anspruchsvollen Topographie abgelehnt. Als die 11 km lange Streckenverlängerung am 4. Oktober 1915 in Betrieb ging, tobte schon über ein Jahr der Erste Weltkrieg, der dann den weiteren Bahnbau in der Fränkischen Schweiz zunächst unterband, ehe von 1922 bis 1930 schrittweise die Verbindung Gasseldorf–Behringersmühle entstand. Der Reiseverkehr wurde nun auf die Relation Forchheim–Behringersmühle ausgerichtet, Reisende nach Heiligenstadt mussten in Ebermannstadt umsteigen.
In den 1930er-Jahren befuhren täglich sechs, in den 1950er-Jahren bis zu sieben Personenzugpaare die Strecke.

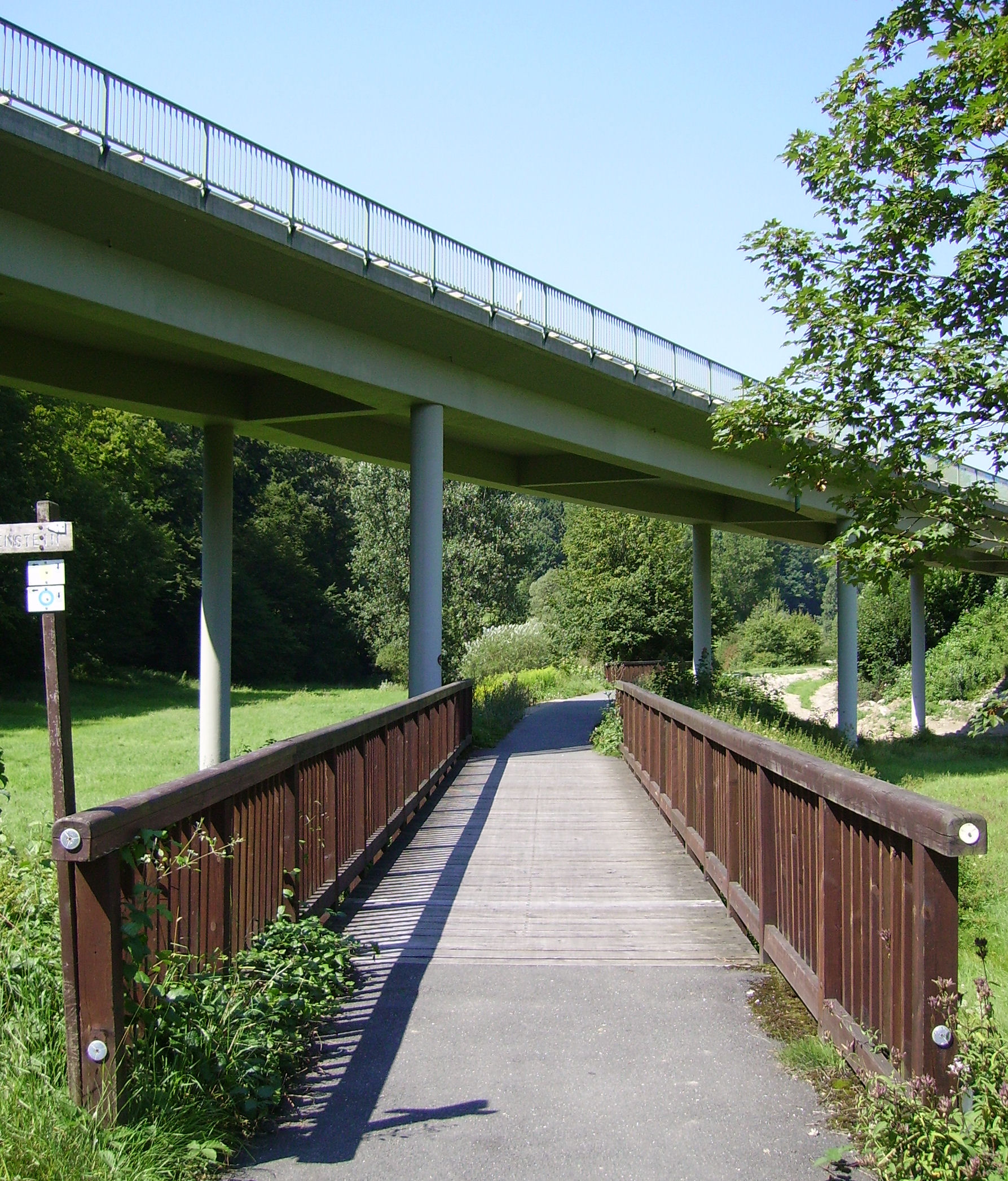
Ehemaliger Trassenverlauf nahe Veilbronn

Mit der Zunahme des motorisierten Individualverkehrs in den 1950er-Jahren kam es rasch zum Rückgang der Fahrgastzahlen, was insbesondere auch im Fehlen durchgehender Verbindungen von Forchheim begründet war. Infolgedessen stellte die Deutsche Bundesbahn am 29. Mai 1960 zunächst den Personenverkehr und am 26. Mai 1968 auch den Güterverkehr ein.
Nach der Stilllegung wurde die Strecke abgebaut. Zwischen Unterleinleiter und Heiligenstadt wird die Trasse durch einen Radweg nachgenutzt.

## Fahrzeugeinsatz
Im Personenverkehr wurden Dampflokomotiven der Baureihen 86 und später Dieseltriebwagen der Baureihen VT 86 eingesetzt.

## Film
- Lokalbahn Forchheim–Fränkische Schweiz Ebermannstadt Heiligenstadt Behringersmühle. In: Schienen zum Nachbarn – Nebenbahnen zwischen Nürnberg und Bamberg. Teil 2. AV-Technik Greger, Erlangen 1993, ab min 35:57 (online auf YouTube [abgerufen am 2. November 2022]).